# Nepotilla mimica
Nepotilla mimica is een slakkensoort uit de familie van de Raphitomidae. De wetenschappelijke naam van de soort werd in 1896 voor het eerst geldig gepubliceerd door George Brettingham Sowerby III.